# Pio Roberto Mazza
Pio Roberto Mazza (Torino, 27 novembre 1906 – 18 novembre 1979) è stato un calciatore italiano, di ruolo attaccante.

## Carriera
Pino Roberto Mazza detto Mazza III, fu fratello minore di Luigi Mazza (Mazza I) e di Guido Mazza (Mazza II). Tutti i tre fratelli erano giocatori del Circolo Valentino Torino di Hockey su ghiaccio e furono nazionali agli europei del 1924. Solo Guido e Pio giocarono anche a calcio e tennis.
Partecipò con la Juventus al campionato del 1923-24, segnatamente al pareggio per 2-2 ottenuto sul campo dell'Inter.
Una volta ritiratosi dall'attività sportiva, si dedicò all'attività di agente di cambio.

## Statistiche

### Presenze e reti nei club
| Stagione        | Club            | Campionato | Campionato | Campionato |
| Stagione        | Club            | Comp       | Pres       | Reti       |
| --------------- | --------------- | ---------- | ---------- | ---------- |
| 1923-1924       | Prima Divisione |            | 1          | 0          |
| Totale Juventus | Totale Juventus |            | 1          | 0          |
| Totale carriera | Totale carriera |            | 1          | 0          |